# ديلا ويتني نورتن
ديلا ويتني نورتن (بالإنجليزية: Della Whitney Norton)‏ هي كاتِبة وشاعرة أمريكية، ولدت في 1840، وتوفيت في 23 يناير 1937.